# 허나래
허나래(1994년 10월 11일 ~)는 대한민국의 트로트 가수, 싱어송라이터, 국악인이다.

## 개요
허나래는 가야금 병창을 전공한 국악인이다. 그는 어린 시절부터 국악에 천부적인 재능을 보여 각종 대회에서 다수의 수상경력을 갖고 있다. 대학 시절부터 각종 국악 무대를 통해 활동을 시작하였고, MBC 트로트의 민족에 출연해 ‘돌고 돌아가는 길’로 대중 앞에 서며 음악적 스펙트럼을 넓혀갔다.
무대에 섰을 때 비로소 살아있음을 느낀다는 그는 장르를 가리지 않는 꾸준하고 다양한 시도를 통해 활발히 활동 중이다.

## 데뷔
2021년 1월 19일 싱글 《태평가》로 데뷔 했으며, 허나래가 작사 및 작곡에 참여하였다.

## 생애
허나래는 1994년 10월 11일 충북 청주시 옥산면에서 태어났다. 초등학교 3학년 때 처음 국악을 시작해, 충북예고와 대학 까지 줄곧 국악을 전공했다. 2019년 TV조선 내일은 미스트롯에서 국악을 전공한 송가인의 활약에 트로트 가수에 대한 관심이 움텄고, 2020년 코로나 팬데믹으로 인해 국악인으로 설 무대가 희박해지자 MBC 트로트의 민족에 참가해 최종 Top48(40위)을 하면서 트로트 가수의 길로 들어섰다. 이에 부모님도 많이 응원해주었다.

## 음반
- 트로트의 민족 1라운드 베스트 Part.3 돌고돌아가는길 (2020)
- 태평가 (2021)
- 대박난 내청춘 (2023)
- 뺑덕어멈(2024)

## 방송
- 트로트의 민족 (2020) - Top48(40위)
- 제주MBC 생방송 제주가 좋다
- KBS 노래가 좋아
- MBN 헬로트로트

## 활동
- 국가무형문화재 제23호 가야금산조 및 병창 공개행사
- 국립국악원 민속악단 바다의 노래 객원
- 용산 문화원과 함께하는 열린무대
- 제6회 경주판소리명가 장월중선 추모공연
- 2015 아리랑, 세계의 심장을 두드리다!
- 치앙마이가 제주에 옵니다 뮤직콘서트
- 블로잉 웨스트북 & 재즈콘서트

## 수상
- 제24회 대전 전국 국악경연대회 가야금병창 일반부 대상
- 제26회 국제학생콩쿠르 성악부문 대상
- 제5회 칠곡향사 가야금병창 전국대회 일반부 금상
- 제4회 판소리명가 장월중선 명창대회 일반부 가야금병창부문 최우수상
- 제12회 전국 국악경연대회 일반부 가야금병창 최우수상
- 제14회 전국 가야금 경연대회 대학부 금상
- 제39회 전국 탄금대 가야금 경연대회 대학부 최우수상
- 제29회 전주대사습놀이 학생 전국대회 가야금병창 차하
- 제42회 전주대사습놀이 전국대회 일반부 가야금병창 장려

## 학력
- 옥산초등학교 졸업
- 옥산중학교 졸업
- 충북예술고등학교 음악과 졸업
- 추계예술대학교 국악과 학사

## 경력
- 2023.05.25. 세종특별자치시 장애인체육회 홍보대사[5]